# Polyfonie
Polyfonie (uit het Oudgrieks: πολύς (polus), veel en φωνή (phōnē), klank, stem) is in de muziek gecomponeerde meerstemmigheid: het klinken van meerdere melodieën tegelijkertijd. Daarbij wordt bij zang iedere melodie ten gehore gebracht door een ander stemregister (sopraan, alt, tenor en bas). Het basisprincipe daarbij is dat alle stemmen gelijkwaardig zijn, of althans een volwaardige rol hebben. Voorbeelden van polyfone compositietechnieken zijn de canon en de fuga. Wanneer de afzonderlijke stemmen grotendeels hetzelfde ritme hebben, is er sprake van homofonie. De polyfonie vindt zijn oorsprong in de middeleeuwse, a capella gezongen kerkelijke koormuziek. 

## Klassieke muziek
De vroegste meerstemmigheid (vanaf 900), het 'parallel organum', ontstond door aan een eenstemmige, reeds eeuwenoude gregoriaanse melodie (de cantus firmus), een extra stem toe te voegen die een octaaf, een kwart of een kwint lager of hoger zong; beide zangpartijen zongen daarbij dezelfde tekst in hetzelfde ritme. Hieruit ontstond het 'zwevend organum', en na 1100, de meer vrije vormen van het 'melismatisch organum' en het 'vrij organum'.
Met de ontwikkeling van de muzieknotatie ontwikkelde zich ook vanaf de 11e eeuw de polyfonie, en ontstond er in de geschiedenis van de klassieke muziek tevens een nieuw beroep: componist. Grote verscheidenheid in de karakters van de melodieën in contrapunt was het kenmerk van de middeleeuwse polyfonie, waarin vaak ook karakteristieke dissonanten optreden. 
In vroege polyfonie, de Ars antiqua, was het constructieprincipe dat de toegevoegde stemmen moesten consoneren met slechts één vaste stem (en dus niet onderling), die tenor werd genoemd. Deze stijl was kenmerkend voor de muziek in de 13e eeuw. In de 14e eeuw kwam de polyfone schrijfwijze tot verdere bloei, vooral in het werk van Guillaume de Machault, de voornaamste vertegenwoordiger van de Ars nova. In de late 14e eeuw bereikte de polyfonie een voorlopig hoogtepunt in de Ars subtilior, waarin polyritmiek, polymetriek en dissonantie uitgroeiden tot proporties die pas in de 20e eeuw geëvenaard zouden worden.
Meerstemmige muziek maakt het mogelijk meer emotie toe te voegen aan de gezongen teksten. In de middeleeuwen ontstond bij de stadsbewoners de behoefte om de kerkdiensten intenser te beleven en op een meer herkenbare wijze uiting te geven aan hun geloof. De meerstemmige muziek kwam hier aan tegemoet. De kapelmeesters van de Notre-Dame in Parijs speelden een belangrijke rol in de ontwikkeling van de polyfonie. Zij introduceerden de hoge en lage contratenor, die zorgt voor een tweede en derde stem, naast de bestaande melodielijn van de gregoriaanse tenorstem, de cantus firmus. Vaak zingen de contratenoren in de eigen taal, terwijl de cantus firmus in het Latijn zingt. Een goed voorbeeld van liturgische polyfonie is het lied Viderunt omnes van de Parijse kapelmeester Perotinus (Pérotin de Grote): de eerste twee woorden van de liedtekst worden uitgerekt, het klinkt alsof er in slow motion wordt gezongen, waarnaast twee contratenoren een snelle en beweeglijke melodie zingen. 
Polyfonie werd niet alleen toegepast in de kerkmuziek, maar ook troubadours maakten gebruik van polyfonie, bijvoorbeeld in het bekende lied D'ardant désir.
In de vroege renaissance vond een vereenvoudiging plaats, die gepaard ging met strengere regels (met name voor liturgische muziek), waarbij de consonantie van alle stemmen onderling een leidend principe werd. Niettemin slaagden de componisten uit deze periode erin ook binnen strengere regels wonderen van sobere schoonheid te scheppen, zoals de proportiecanon: één melodie, op verschillende tempi uitgevoerd, met zichzelf in contrapunt.
De gouden tijd van polyfonie liep ten einde omstreeks 1600 toen de componisten geleidelijk overschakelden op de monodie: de melodie met een ondersteunende akkoordbegeleiding ter vervanging van het complexe weefsel van diverse zelfstandige, door elkaar gevlochten partijen. 
Dat de kunst van de 'geleerde' polyfonie evenwel niet doodgebloed was, blijkt uit het oeuvre van Heinrich Schütz (1585-1672), vooral zijn bundel Geistliche Chormusik uit 1648, in de inleiding waarvan hij het contrapunt vurig verdedigt. Het absolute hoogtepunt is ongetwijfeld gelegen in het werk van Johann Sebastian Bach (1685 – 1750), die bovendien de (op horizontaal lijnenspel georiënteerde) polyfonie verbond met de (op verticaliteit steunende) functionele harmonie.
In de 20e-eeuwse muziek werd op de oude polyfonie teruggegrepen door componisten als Charles Ives, Johann Nepomuk David en Matthijs Vermeulen.

## Elektronische muziek
De eerste analoge synthesizers konden maar een enkele toon tegelijk voortbrengen en waren dus monofoon. Wel konden meerdere oscillatoren ten opzichte van elkaar verstemd worden om een akkoord laten klinken, dit is echter geen echte polyfonie. 
Echte polyfonie was in de praktijk zeer moeilijk te realiseren met analoge technieken, voor iedere stem is eigenlijk een complete synthesizer nodig. Pas met de komst van digitale technieken werd polyfonie praktisch en betaalbaar. Niettemin blijft het aantal stemmen in sommige modellen beperkt.
Moderne synthesizers kunnen zeer veelstemmig zijn, afhankelijk van hoe complex ze geprogrammeerd zijn. 
Ook de ringtones van mobiele telefoons zijn lange tijd monofoon geweest. Dit was een gevolg van de beperkte mogelijkheden van de telefoons, die slechts monofone synthesizers bevatten om een enkel belsignaal te kunnen genereren. Sinds het gebruik van verschillende ringtones, vaak gebaseerd op populaire muziek, populair werd, zijn telefoons al snel uitgerust met polyfone synthesizers, waarmee die populaire melodieën beter te benaderen zijn. Met de mogelijkheid om mp3-bestanden af te spelen kwam bijna automatisch ook de mogelijkheid om ringtones in dit formaat (de zogenaamde 'realtones') aan te bieden.